# Baltic Bees
Baltic Bees (англ. «Балтийские пчёлы») — частная пилотажная группа, созданная по данным на сайте группы в 2008 году, а по данным в СМИ в 2009 году. Группа базируется в аэропорту «Юрмала» (Латвия). Пилоты «Baltic Bees» выступают на шести учебно-тренировочных самолётах L-39.

## История
Группа была создана в 2009 году компанией «K.S. Avia» на базе аэропорта «Jūrmala» (код ИКАО EVJA). Изначально группа состояла из двух самолётов, позже — из четырёх. С 2010 года сформировался нынешний состав пилотов авиагруппы. В 2019 году в состав группы входит шесть пилотов и семь самолётов. Выступает пилотажная группа шестёркой самолётов.

## Состав группы
На 2019 год в состав группы входят семь L-39C — учебно-тренировочных реактивных самолётов для подготовки пилотов ВВС. Самолёты оборудованы двумя тандемно расположенными креслами с возможностью катапультирования на нулевой высоте, а также оборудованием для производства дымного следа.
Каждый самолёт носит своё имя:
1. «Hercogs Jekabs» (YL-KSH)
2. «Tālivaldis[латыш.]» (YL-KSZ)
3. «Zelta zirgs[латыш.]» (YL-KSZ)
4. «Sprīdītis» (YL-KSS)
5. «Lāčplēsis» (YL-KSL)
6. «Milda» (YL-KSM)
7. «Raimonds Pauls» (YL-KSP)[4][5]

При этом Раймонд Паулс сам дал разрешение на то, чтобы назвать его именем один из самолётов пилотажной группы.
На официальном сайте в начале 2020 года указаны шесть пилотов.
Текущий состав лётчиков пилотажной группы «Балтийские пчёлы» по данным на 2020 год:
- Артём Солодуха (ведущий группы),
- Игорь Юдкин (проходит реабилитацию после перенесенного в начале 2020 года инсульта),
- Анатолий Перекрестов,
- Александр Зариныш,
- Валерий Соболев (также выступает с сольным пилотажем),
- Алессандро Скоррано.

Основателем группы и автором первой пилотажной программы является Валерий Соболев.

## Выступления в России
Пилотажная группа «Балтийские пчёлы» до 2019 года являлась постоянным участником международного авиакосмического салона МАКС, проходящего в Жуковском раз в два года.
В 2012 году «Балтийские пчёлы» выступили на Ульяновском авиасалоне МАТФ-2012.
Также они выступали в Краснодаре на Kuban Airshow в 2013 году и в Сочи на авиашоу «Олимпийское небо» в 2015 году. Также в 2015 году группа выступила в Архангельске и Северодвинске.